# Boeing Model C
El Boeing Model C fue un hidroavión biplaza de entrenamiento de los años 10 del siglo XX, que se convirtió en el primer diseño original de la compañía Boeing y el primer éxito financiero de dicha compañía aeronáutica.

## Diseño y desarrollo
Pacific Aero Products Company, fundada por W. Boeing el 5 de julio de 1916, fue la compañía que más tarde se convertiría en Boeing Aircraft, y construyó su primer aeroplano completamente original, el hidroavión de entrenamiento aéreo naval Model C.
La evaluación realizada por la Armada estadounidense de dos hidroaviones de entrenamiento Boeing Model 3 dio como resultado una solicitud a Boeing de 51 ejemplares de este avión modificado. Similares en líneas generales al Model 3 con sus dos cabinas en tándem, y también propulsados por el poco fiable motor Hall-Scott A-7A, éstos se entregaron a la Armada estadounidense a lo largo de 1918, bajo la designación Boeing Model 5. Fue tal la cantidad de problemas generados por el motor, que el avión quedó prácticamente sin utilizar, y cuando empezó a disponerse de excedentes de la Primera Guerra Mundial, la mayoría de los Model 5 seguían almacenados en su embalaje de origen.
Dado que estos aviones no llegaron a entrar en servicio, no recibieron designación alguna, limitándose la Armada estadounidense a mantener la identificación alternativa Model C del fabricante. Se adquirió un nuevo ejemplar para su evaluación, diferente por disponer de un solo flotador principal, además de flotadores estabilizadores situados cerca de las puntas alares. Este ejemplar se construyó a partir del fuselaje desmontado del Model 2; provisto de un motor Curtiss OXX-6 de 100 hp, fue denominado Modelo C-1F (1F=un flotador). No se recibieron más peticiones.
El Ejército de los Estados Unidos compró dos aviones de la versión terrestre con asientos lado a lado, denominados EA.
El último ejemplar del Model 5 fue el C-700, construido para William Boeing. El 3 de marzo de 1919, Edward Hubbard y el propio Boeing inauguraron el primer servicio postal internacional contratado entre Seattle y Vancouver, en la Columbia Británica.

## Variantes
Model 2 (Model C)
Diseño original, uno construido.
Model C-1F
El Model 2 reconstruido con un solo flotador.
Model 3
Versión con soportes de cabaña revisados, tres construidos.
Model 4 (EA)
Versión terrestre para el Ejército de los Estados Unidos, dos construidos.
Model 5
Model 3 revisados para la Armada estadounidense, 50 construidos.
Model C-700
Model 5 equipado como avión de correos, uno convertido.

## Operadores
Estados Unidos
- Armada de los Estados Unidos
- Servicio Aéreo del Ejército de los Estados Unidos

## Especificaciones (Model C)
Referencia datos: Boeing: History

### Características generales
- Tripulación: Dos
- Longitud: 8,2 m (27 ft)
- Envergadura: 13,4 m (43,8 ft)
- Altura: 3,8 m (12,6 ft)
- Superficie alar: 46 m² (495 ft²)
- Peso vacío: 861 kg (1897,6 lb)
- Peso cargado: 1086 kg (2393,5 lb)
- Peso máximo al despegue: 1086,3 kg (2394,3 lb)
- Planta motriz: 1× motor lineal de 4 cilindros refrigerado por líquido Hall-Scott A-7A.
  - Potencia: 75 kW (103 HP; 102 CV)

### Rendimiento
- Velocidad nunca excedida (Vne): 117 km/h (73 MPH; 63 kt)
- Velocidad crucero (Vc): 104,6 km/h (65 MPH; 56 kt)
- Alcance: 322 km (174 nmi; 200 mi)
- Techo de vuelo: 1981 m (6500 ft)

## Aeronaves relacionadas

### Secuencias de designación
- Secuencia Numérica (interna de Boeing): 1 - 2 - 3 - 4 - 5 - 6 - 6D - 6E →